# 徐必達 (萬曆進士)
徐必達（1562年7月27日—1631年6月17日），字立伏、德夫，号玄仗，浙江嘉興府嘉興縣人，明朝政治人物。

## 生平
萬曆十九年（1591年）中式浙江辛卯科舉人。萬曆二十年（1592年）聯捷壬辰科進士。兵部觀政，初授太湖縣知縣，二十三年丁母憂歸。萬曆二十六年（1598年）任直隸溧水縣知縣。二十九年擢南京吏部主事，三十一年晉考功司郎中，三十四年改光禄寺丞，三十九年升光祿寺少卿，四十一年丁憂，四十五年補太僕寺少卿，管光禄寺事，四十八年升應天府府尹，天啓元年（1621年）升南京都察院右佥都御史、督操江軍，二年仕至南京兵部左侍郎，以拾遺罷歸，卒。

## 著作
有《正蒙釋》、《南州草》。

## 家族
曾祖父徐瓚，巡检；祖父徐鏜，贈奉直大夫；父徐學周，雷州府同知。